# 2000-Watt-Gesellschaft
Die 2000-Watt-Gesellschaft ist ein energiepolitisches Modell, das im Rahmen des Programms Novatlantis an der Eidgenössischen Technischen Hochschule Zürich (ETHZ) entwickelt wurde. Gemäß dieser Vision sollte der Energiebedarf jedes Erdenbewohners einer durchschnittlichen Leistung von 2000 Watt auf Stufe Primärenergie entsprechen.

## Modell
Das Modell der 2000-Watt-Gesellschaft entstand Anfang der 90er Jahre im Umfeld der ETHZ. Angesichts der zunehmenden Hinweise auf den Klimawandel stellte sich die Frage nach der Ausgestaltung einer nachhaltigen und gerechten Energieversorgung. Als Zielwert wurde eine durchschnittliche Leistung von 2000 Watt pro Kopf auf Stufe Primärenergie festgelegt.
Die genannten mittleren 2000 W (dies sind 2 kW oder 2 kJ/s) entsprechen dem mittleren Leistungswert aus dem Jahr 2010. In diesem Jahr lag der Energieverbrauch pro Person bei 17.520 kWh (Kilowattstunden) was einer mittleren Leistung über das Jahr von 2000 Watt entspricht. Eine Leistung von 2 kJ/s entspricht 48 Kilowattstunden pro Tag oder die genannten 17.520 Kilowattstunden pro Jahr. Grob umgerechnet entspricht dies einem Verbrauch von rund 1700 l Heizöl (Diesel) oder Benzin (Endenergie) pro Jahr und Person.
Ein Jahr später, im Jahr 2011, lag der durchschnittliche Leistungsverbrauch, bezogen wieder auf eine Person, bei rund 2500 W. Während es in den Entwicklungsländern einige hundert Watt sind, haben Industrieländer einen sechs bis sieben Mal höheren Leistungsbedarf als die angestrebten 2000 W. Zudem ist der zusätzliche individuelle Konsum von Konsumgütern dabei noch nicht eingerechnet. Das Modell der 2000-Watt-Gesellschaft strebt eine global gerechte Verteilung des Leistungverbrauchs an, d. h. dass der durchschnittlich auf die Weltbevölkerung bezogene Verbrauch pro Person dem tatsächlichen Verbrauch pro Person gleichkommt.
Das nachhaltige Energieverbrauchsmodell soll durch Energieeffizienz (Energiesparen) den jährlichen Ausstoß von Treibhausgasen (vor allem Kohlenstoffdioxid) senken. Nach diesem Modell sollen 500 Watt pro Kopf aus fossilen Energien und zusätzliche 1500 Watt pro Kopf aus erneuerbare Energien stammen. Eine 2000-Watt-Gesellschaft wäre unter Aufrechterhaltung des gegenwärtigen Lebensstils technisch möglich. Wird der Energiemix zugunsten erneuerbarer Energien verändert, wäre dieser Verbrauch auch ökologisch verträglich.

## Umsetzung
Die Zielsetzung einer 2000-Watt-Gesellschaft soll erreicht werden, indem auf der Basis eines modernen Lebensstils mit innovativen technischen Lösungen, Managementkonzepten und gesellschaftlichen Innovationen die Effizienz des Energieeinsatzes verbessert, der Energieverbrauch gesenkt und fossile durch erneuerbare Energieträger substituiert werden. Projekte wie Minergie P oder Passivhaus verfolgen beispielsweise das Ziel einer 2000-Watt-Gesellschaft. Ein Kerngedanke der 2000-Watt-Gesellschaft ist zudem, dass nur ein bestimmter, maximaler Gesamtenergieverbrauch zulässig ist, der auf die Erde verteilt werden kann (Energiesuffizienz). Die Welt verfügt nur über beschränkte Ressourcen, daher kann der Energieverbrauch nicht stetig zunehmen. Ab einer gewissen Schwelle bringt mehr Energie keine höhere Lebensqualität mehr.

## Schweiz

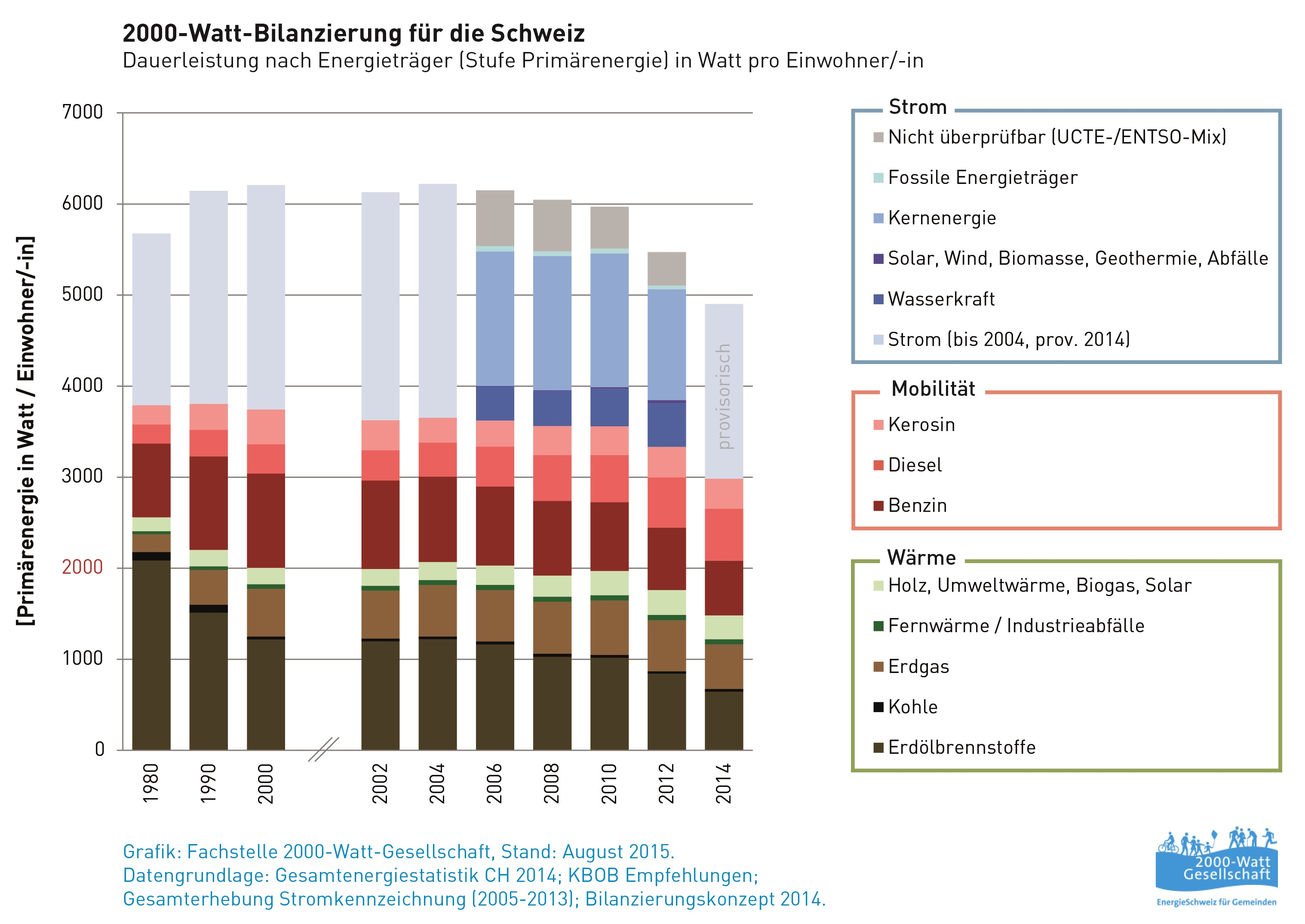
2000-Watt-Bilanzierung für die Schweiz (Fachstelle 2000-Watt-Gesellschaft)

Die Schweiz hatte laut der Fachstelle 2000-Watt-Gesellschaft im Jahr 2017 einen Wert der stetigen Leistung von ca. 5000 Watt pro Bewohner/-in. Man muss bis in die 1950er Jahre zurückgehen, um einen Verbrauch von 2000 Watt festzustellen. Gemäß den Spezialisten der ETHZ ist es möglich, mittelfristig ohne Komforteinbußen auf diesen Wert zurückzukehren. Dies soll vor allem durch Erhöhung der Effizienz an Gebäuden, Geräten und Fahrzeugen geschehen, aber auch durch die Entwicklung neuer Technologien. Es sind jedoch auch Impulse aus der Politik notwendig, um eine solche Entwicklung einzuleiten.
In der Schweiz haben sich mittlerweile diverse Gemeinden und Kantone zur 2000-Watt-Gesellschaft bekannt und Maßnahmen zur Umsetzung eingeleitet. Die Vision soll bis im Jahr 2100 Realität werden, einige streben eine Umsetzung bis 2050 an. Als Vorreiter haben die Stimmberechtigten der Stadt Zürich in der Volksabstimmung vom 30. November 2008 eine Änderung der Gemeindeordnung beschlossen, welche die Umsetzung der 2000-Watt-Gesellschaft zum Ziel hat. Mit Luzern (2011), Zug (2011), Aarau (2012), Dietikon (2012), Nidau (2012) und Winterthur (2012) haben sich weitere Städte und Gemeinden in einer Volksabstimmung zum Umsetzen der Ziele der 2000-Watt-Gesellschaft bekannt.
Das Modell der 2000-Watt-Gesellschaft ist mittlerweile ein fester Bestandteil des Programms EnergieSchweiz für Gemeinden und des Labels Energiestadt. Mit dem SIA-Effizienzpfad Energie wurden die Ziele der 2000-Watt-Gesellschaft für den Gebäudebereich übernommen. Für Areale besteht die Möglichkeit einer Zertifizierung zum 2000-Watt-Areal.
Die 2000-Watt-Gesellschaft integriert u. a. die Ziele der Energiestrategie 2050 und des Übereinkommens von Paris.

## Deutschland
Für Deutschland hat der umweltpolitische Dachverband DNR im Mai 2011 einen Sechs-Punkte-Plan zum Umbau des Energiesystems mit dem Ziel einer 2000-Watt-Gesellschaft vorgelegt.
Im April 2011 beschloss die Stadt Radolfzell, eine 2000-Watt-Gesellschaft bis 2050 anzustreben. Mittlerweile sind es zehn Kommunen im Bodenseeraum, die sich dieses Ziel vorgenommen haben. Vier davon liegen in Deutschland. Auch die Stadt Walldorf (Baden) hat sich dieses Ziel gesetzt.